# Prodănești
Prodănești è un comune della Moldavia situato nel distretto di Florești di 1.936 abitanti al censimento del 2004

## Località
Il comune è formato dall'insieme delle seguenti località (popolazione 2004):
- Prodănești (1.099 abitanti)
- Căprești (837 abitanti)